# Marsassoum
Marsassoum, également orthographiée parfois Marsasum, est une ville et une municipalité située dans la région de Casamance, au Sénégal. Elle se trouve sur la rive gauche de la rivière Soungrougrou, un affluent du fleuve Casamance.

## Géographie
La ville  de Marsassoum s'établit sur les rives majestueuses du fleuve Soungrougrou, à une distance de 33 kilomètres de Bignona, 63 kilomètres de Ziguinchor et 53 kilomètres de Sédhiou.

## Histoire
L'histoire de Marsassoum est une entreprise délicate à narrer, toutefois, depuis ses origines jusqu'à nos jours, une abondance de sources orales et écrites ont généreusement contribué à l'élaboration de son récit. Dans son ouvrage intitulé La Casamance face à son destin, Christian Roche décrit cette magnifique localité qui fut jadis une cité florissante, abritant de nombreuses usines et de grands commerçants.
Selon la tradition orale, le premier résident de Marsassoum répondait au nom de Kanssiyaya, patronyme perpétué par l'un des sous-quartiers de la commune. Connue également sous le nom de Kanssiyaya Fadiaba, cette figure se rendait à Marsassoum pour la fabrication du vin de palme. Originaire de Diassing ou Yassè Madina, où il résidait aux côtés de son frère Diassè Fadiaba, il fut parmi les pionniers de cette localité.
Selon la tradition orale, Diassè Fadiaba est communément cité comme le fondateur du village de Diassè Madina. Ainsi, il est plausible de conclure que Marsassoum fut établi postérieurement à Diassè Madina.
Par ailleurs, dans son ouvrage intitulé Histoire de la Casamance : conquête et résistance, 1850-1920, Christian Roche mentionne Marsassoum comme étant traversé par un affluent nommé le Soungrougrou.
Dans les annales historiques de Marsassoum, le fleuve Soungrougrou occupe une place centrale, véritable fil conducteur du développement socio-économique de la région. Selon les recherches documentaires, nos aïeux franchissaient ce cours d'eau avec des planches, tandis que certains affirment même pouvoir le traverser d'un bond. Cette présence du Soungrougrou semble avoir profondément influencé l'essor de Marsassoum.
Des récits oraux évoquent le rôle déterminant du fleuve dans l'émergence fulgurante de la ville, catalysée notamment par l'établissement d'une usine de décorticage d'arachides. Cette implantation industrielle a attiré une migration significative de personnes venues des quatre coins du globe, transformant ainsi le tissu social et culturel de Marsassoum.
Selon les écrits de Christian Roche, Marsassoum, aujourd'hui capitale du Diassing, était historiquement peuplé de diverses ethnies. Roche souligne la coexistence pacifique mais parfois conflictuelle entre ces groupes, incluant les Diola et les Peuls nouvellement arrivés.
L'influence politique de Maba Diakhouba dans la région du Niora a marqué un tournant dans l'histoire politique des habitants de la Casamance, consolidant l'autorité des Peuls du Pakao et des environs, du centre au sud du Sénégal.
Traditionnellement, Marsassoum a servi de carrefour cosmopolite, accueillant des migrants venus des villages environnants tels que Djibabouya, Bemet, Sibicouroto et Francounda. La présence industrielle, notamment les usines de décorticage d'arachides, a été un aimant puissant pour ceux aspirant à une vie meilleure, marquant ainsi une nouvelle configuration démographique de la région.
Les échanges commerciaux étaient facilités par les grands commerçants qui s'étaient établis à Marsassoum dès les années 1950, parmi lesquels figuraient des figures notables comme le riche commerçant libanais Jean Latouf. Leur activité a non seulement dynamisé l'économie locale, mais a également contribué à l'expansion démographique de la région du Diassing et de ses environs.
En outre, des entreprises de renom telles que la chaîne d'Avion et la chaîne Pack ont précédé la célèbre Sonadis, jouant un rôle crucial dans le paysage commercial de Marsassoum à cette époque.
Ainsi, à travers le prisme de l'histoire locale et des récits historiques, Marsassoum se révèle comme un exemple captivant de transformation sociale et économique, façonnée par les forces conjuguées du fleuve Soungrougrou, de l'industrialisation et des migrations humaines.

## Administration
En 1990, Marsassoum fut élevée au statut de commune. Cette localité est administrativement rattachée au département de Sédhiou, qui est devenu une région à part entière en 2008. Actuellement, Marsassoum dispose de cinq écoles primaires qui sont Marsassoum1 crée en 1921, Marsassoum 2 ou EL HADJI MOUHAMADOU FODE DIABY GASSAMA crée en 1972, Marsassoum 3 crée en 2003, Marsassoum 4 crée en 2008 et l'école élémentaire de Manguir crée en janvier 2022 .Marsassoum compte également un collège et d'un lycée en cours de développement. Le lycée a été inauguré en 2007 et propose une classe de seconde, une classe de première et une classe de terminale.

## Population et société
Lors du recensement de l'an 2002, la commune de Marsassoum dénombrait 6 410 habitants répartis en 521 concessions et 685 ménages. À la fin de l'année 2007, selon les estimations officielles, la population aurait atteint le nombre de 6 992 individus.
La présence d'une église ainsi que d'une petite mission catholique est relevée dans cette localité, bien que la grande majorité des résidents, soit 95 %, pratique la religion musulmane, tandis que 90 % de la population est d'origine mandingue.

### Économie
Les résidents de Marsassoum subsistent principalement grâce à l'agriculture, à la pêche et aux modestes activités commerciales. Leur désir d'intégration à des voies de communication modernes s'est concrétisé par la construction d'un pont sur le Soungrougrou en 2020. Bien que cette infrastructure ait été annoncée dès 2007, la population locale exprime une profonde gratitude envers le président Macky Sall ainsi que le Maire Seyni Mandiang pour cette réalisation longtemps attendue .

## Jumelages et partenariats
Depuis 2006 Marsassoum est jumelée avec Ziguinchor.

## Personnalités nées à Marsassoum
- Karamba Diaby (* 1961), député du Bundestag (SPD)
- Bourama Diémé (1919-1999)
- Victor Hugo Gassama (* 10/06/1996), écrivain poète.